# شيح دارج
سويلا أو نبات الشيح الدارج  هو أحد أنواع جنس الشيح العديدة، ويُعرف بعدة أسماء منها البعيثران أو الشويلاء  أو حبق الراعي أو شيح عذارى أو برنجاسف أو عشبة النار أو عُشبة الأقحوان. وتُستخدم هذه العُشبة في الطب والطهي.

## التوزيع
موطن الشيح الدارج هي الأماكن معتدلة المناخ في أوروبا، وآسيا، وشمال أفريقيا، وألاسكا، وزُرعَت النبتة في أمريكا الشمالية، فاعتبره البعض من الأنواع المجتاحة. الشيح الدارج من النباتات التي تنمو على التربة النيتروجينية، مثل المناطق كثيرة الأعشاب غير المزروعة، كأماكن النفايات والطرق الجانبية.

## الاستخدامات
يُستخدم النبات عادةً لإضافة النكهة والمرورة، وهو نوع من مشروبات الحبوب غير المخمرة.

## في الطب
في الطب، يُستخدم الشيح الدارج لتخفيف الآلام، ولعلاج الحمى ويُستخدم كذلك بصفته عاملًا مُدرًّا للبول.

## الوصف
نبات الشيح الدارج هو نبات عشبي معمر طويل القامة ينمو بطول 1-2 مترًا (نادراً ما يصل لـ2.5 متر)، مع جذر خشبي. يتراوح طول الأوراق بين 5-20 سم، وهي خضراء داكنة، وريشية الشكل جالسة، مع تشعر كثيف باللون الأبيض على الجانب السفلي. أما السيقان فهي منتصبة على شكل أخدود، وغالبًا ما يكون بها القليل من الأحمر الأرجواني. الزهور الصغيرة إلى حد ما (بطول 5 ملم) متناظرة شعاعيًّا مع العديد من البتلات الصفراء أو الحمراء داكنة. رأس الزهرة ضيق ومتعدد، وخصب، وتنتشر في سنيبلات الأزهار بشكل عنقودي. وتزهر من منتصف الصيف إلى أوائل الخريف.
يتغذى عدد من حرشفيات الأجنحة (الفراشات والعث)، كالأسترينا سكابلالس على أوراق النبات وزهوره.

## روابط خارجية
- قنطرة إدوورد في الشيح الدارج
- نباتات المستقبل: الشيح الدارج
- البعيثران في كوليبر: العشيبة الكاملة
- البعيثران لدى السيدة غريف: النبتة الحديثة
- البعيثران في كلادسبوريم الحر الثاني نسخة محفوظة 17 يوليو 2012 على موقع واي باك مشين.